# F.E. Ring
Ferdinand Edvard Ring (født 28. april 1829 i København, død 28. maj 1886 sammesteds) var en dansk billedhugger. Han var ældre halvbror til arkitekt H.C. Amberg og søn af malermester H.F. Ring og Henrikke Frederikke født Bentzen.
Han blev tidlig elev af Herman Wilhelm Bissen, gennemgik Kunstakademiet og vandt dets sølvmedaljer. Det år, han blev færdig på Akademiet, 1854, vandt han også en pengepræmie for En Jæger med sin Hund. Derimod lykkedes det ham ikke at vinde nogen guldmedalje.
Fra 1856-69 levede han i Sverige, hvor han udførte en del dekorative arbejder, deriblandt seks store figurer til rådhuset i Malmø, en Neptun til navigationsskolen i Gøteborg med mere.
Da han kom tilbage til København, vakte han opmærksomhed for sin evne til dekorativ billedhuggerkunst i større stil, og det blev ham overdraget at udføre den store Frontongruppe til Det Kongelige Teater. Trods det, at den svære komposition med de på klippemassen hvilende figurer for øjet synes at tynge for meget på den forholdsvis lette underbygning med de åbne buer, gør dog denne gruppe, Apollo med Pegasus, en ret slående virkning, set fra torvet. En billedstøtte af H.C. Andersen, som han udførte i konkurs med Saabye (formentlig August Vilhelm Saabye), vandt ikke prisen, i det dennes arbejde blev foretrukket; men til Randers udførte han en Niels Ebbesen, der er opstillet på Rådhustorvet for Randers gamle rådhus. Noget lignende gjalder om de to store billedstøtter, som findes i det nationalhistoriske Museum på Frederiksborg (Thyra Danebod og Gorm den gamle), og heller ikke hans Wiedewelt i det ny Glyptotek hæver sig over det almindelige.
Derimod skabte han i forening med arkitekten Vilhelm Dahlerup et storslået og virkningsfuldt plastisk mindesmærke i Huitfeldt-Søjlen på Langelinie med den frit og levende bevægede sejrsgudinde på toppen. Det er det af hans værker, der længst og heldigst vil bevare hans navn. For øvrigt har han blandt andet udført Polykarp til Frederikskirken samt nogle andre statuer og buster.
Under sit ophold i Sverige havde Ring foretaget flere mindre rejser til Tyskland, Frankrig og England. Efter at han var færdig med teatergruppen, fik han 1876 Det anckerske Legat og besøgte Italien. Under den spaltning i kunstnerstanden, som i 1882-83 bragte de betydeligste kunstnere til at tage afstand fra Akademiet, valgtes han 1883 til medlem af Akademiet for 9 år. Han døde 28. maj 1886, ugift.
Han er begravet på Holmens Kirkegård.